# Hyperplatys rileyi
Hyperplatys rileyi es una especie de escarabajo longicornio del género Hyperplatys, tribu Acanthocinini, subfamilia Lamiinae. Fue descrita científicamente por Heffern & Santos-Silva en 2022.
El período de vuelo de la especie se presenta durante el mes de septiembre.

## Descripción
Mide 3,6 milímetros de longitud.

## Distribución
Se distribuye por Panamá.